# もうひとつの象の背中
『もうひとつの象の背中』（もうひとつのぞうのせなか）とは、2007年10月13日から11月3日にかけてテレビ朝日系列「土曜ミッドナイトドラマ」にて放送されたテレビドラマ。

## 概要
映画『象の背中』の公開連動企画としてのテレビ版のアナザーストーリーで、映画版と同じく「目前に迫る一番大切な人の死」をテーマに、1話完結のオムニバス構成となっている。

## 放送リスト
第1話（2007年10月13日）「父と娘」
キャスト：近野成美、渡辺いっけい、脇知弘、菊池均也
第2話（2007年10月20日）「女友達」
キャスト：小嶋陽菜、東海林愛美、石黒英雄、岸田裕秀
第3話（2007年10月27日）「父と息子」
キャスト：斉藤祥太、高橋ジョージ、清水めぐみ
第4話（2007年11月3日）「それぞれの秋」
キャスト：大和田獏、佐藤寛子

## オールスタッフ
- 制作：テレビ朝日、国際放映
- 原案：秋元康
- 脚本：遠藤察男
- 演出：近藤俊明、木内麻由美
- 音楽：Jirafa
- 主題歌：「最期の川」CHEMISTRY